# Pokr Mantash
Pokr Mantash là một đô thị thuộc tỉnh Shirak, Armenia. Dân số ước tính năm 2011 là 2902 người.